# Gostomel
Gostomel (ukrajinsko Гостомель) je urbano naselje s približno 17.500 prebivalci (po podatkih iz leta 2021) v Kijevski oblasti na severu Ukrajine. Stoji ob reki Irpin na severozahodnem obronku ukrajinskega glavnega mesta Kijev, tik ob mestu Buča.
Kraj je znan predvsem po tovornem letališču, ki služi kot matično letališče proizvajalca letal Antonov, poleg tega pa je v Gostomelu še tovarna steklene embalaže Vetropak. Od arhitekturnih znamenitosti je znana cerkev sv. priprošnje, zgrajena leta 1890.
Zaradi strateškega pomena je bil kraj prvi dan ruske invazije na Ukrajino 24. februarja 2022 tarča napada ruskih sil, ki so nameravale z zavzetjem letališča omogočiti zračno oskrbovanje med kijevsko ofenzivo. Ruski padalci so z zračno podporo vojnega letalstva začasno zavzeli letališče in sam Gostomel, a so branilci po hudih bojih, med katerimi so preventivno razstrelili pristajalno stezo, znova prevzeli nadzor nad območjem. Ruska vojska se je v prvi polovici aprila umaknila, kraj pa je ostal pretežno porušen in zapuščen. Med bitko za letališče je bilo uničeno tudi letalo Antonov An-225 »Mrija«, največje letalo na svetu.
6. marca 2022 je predsednik Ukrajine Volodimir Zelenski Gostomelu podelil naziv »mesto-heroj«.